# Back in the U.S.
Back in the U.S. —subtitulado Live 2002— es un doble álbum en directo del músico británico Paul McCartney, publicado por la compañía discográfica Capitol Records en noviembre de 2002.
El álbum, publicado conjuntamente a un DVD, recoge los mayores éxitos de McCartney interpretados durante su gira Driving USA Tour durante la primavera de 2002 como promoción de su último álbum de estudio, Driving Rain. Supone el primer disco en directo desde Paul is Live, el cual recoge su gira The New World Tour de 1993.

## Historia
Usando la mayoría de músicos que participaron en la grabación de Driving Rain, McCartney formó un nuevo grupo compuesto por Rusty Anderson y Brian Ray a las guitarras, Abe Laboriel Jr. a la batería, y a Paul Wickens, teclista que acompañó con anterioridad a McCartney en sus dos anteriores giras. 
Aunque la gira se llevó a cabo como medio de promoción de Driving Rain, la mayoría de las canciones interpretadas en directo fueron éxitos de su carrera, tanto en solitario como con The Beatles y Wings. La publicación de las canciones de The Beatles en Back in the U.S. generó controversia debido al cambio del orden en sus créditos, que figuran como «McCartney/Lennon» en lugar de «Lennon/McCartney». A pesar de mantener el orden original en otros trabajos como Tripping the Live Fantastic, Unplugged (The Official Bootleg) y Paul is Live, McCartney decidió invertir los créditos a pesar del rechazo de Yōko Ono, viuda de John Lennon. Algunos medios de comunicación interpretaron la acción como una respuesta a la supresión del apellido McCartney en los créditos de la canción «Give Peace a Chance» en el álbum de 1997 Lennon Legend: The Very Best of John Lennon. Aunque la actuación de McCartney generó división entre críticos y seguidores, Lennon nunca objetó la inversión de los créditos que aparecieron por primera vez en el álbum de 1976 Wings Over America.

## Recepción
Back in the U.S. fue publicado de forma exclusiva en Norteamérica y Japón, reservando a nivel internacional otra edición titulada Back in the World y con una lista de canciones ligeramenete modificada. A pesar de ser el sexto álbum en directo de McCartney, Back in the U.S. obtuvo buenos resultados comerciales, vendiendo cerca de 2 millones de copias a nivel mundial mediante exportación. 
El álbum debutó en el puesto 8 de la lista estadounidense Billboard 200 con 224 000 copias vendidas en su primera semana, marcando un récord de ventas desde la introducción de Nielsen SoundScan en 1991. Fue certificado doble disco de platino en Norteamérica, con ventas en torno al millón de unidades. En Japón se alzó hasta el puesto 4 en las listas de ventas.

## Lista de canciones
Todas las canciones compuestas por John Lennon y Paul McCartney excepto donde se anota.
| Disco uno |                                         |                        |          |  |
| N.º       | Título                                  | Escritor(es)           | Duración |  |
| 1.        | «Hello Goodbye»                         |                        | 3:46     |  |
| 2.        | «Jet»                                   | Paul & Linda McCartney | 4:02     |  |
| 3.        | «All My Loving»                         |                        | 2:08     |  |
| 4.        | «Getting Better»                        |                        | 3:10     |  |
| 5.        | «Coming Up»                             | Paul McCartney         | 3:26     |  |
| 6.        | «Let Me Roll It»                        | Paul & Linda McCartney | 4:24     |  |
| 7.        | «Lonely Road»                           | Paul McCartney         | 3:12     |  |
| 8.        | «Driving Rain»                          | Paul McCartney         | 3:11     |  |
| 9.        | «Your Loving Flame»                     | Paul McCartney         | 3:28     |  |
| 10.       | «Blackbird»                             |                        | 2:30     |  |
| 11.       | «Every Night»                           | Paul McCartney         | 2:51     |  |
| 12.       | «We Can Work It Out»                    |                        | 2:29     |  |
| 13.       | «Mother Nature's Son»                   |                        | 2:11     |  |
| 14.       | «Vanilla Sky»                           | Paul McCartney         | 2:29     |  |
| 15.       | «Carry That Weight»                     |                        | 3:05     |  |
| 16.       | «The Fool on the Hill»                  |                        | 3:09     |  |
| 17.       | «Here Today» (Tributo a John Lennon)    | Paul McCartney         | 2:28     |  |
| 18.       | «Something» (Tributo a George Harrison) | George Harrison        | 2:33     |  |

| Disco dos |                                                   |                        |          |  |
| N.º       | Título                                            | Escritor(es)           | Duración |  |
| 1.        | «Eleanor Rigby»                                   |                        | 2:17     |  |
| 2.        | «Here, There and Everywhere»                      |                        | 2:26     |  |
| 3.        | «Band on the Run»                                 | Paul & Linda McCartney | 5:00     |  |
| 5.        | «Back in the U.S.S.R.»                            |                        | 2:55     |  |
| 6.        | «Maybe I'm Amazed»                                | Paul McCartney         | 4:48     |  |
| 7.        | «C Moon»                                          | Paul & Linda McCartney | 3:51     |  |
| 8.        | «My Love»                                         | Paul & Linda McCartney | 4:03     |  |
| 9.        | «Can't Buy Me Love»                               |                        | 2:09     |  |
| 10.       | «Freedom»                                         | Paul McCartney         | 3:18     |  |
| 11.       | «Live and Let Die»                                | Paul & Linda McCartney | 3:05     |  |
| 12.       | «Let It Be»                                       |                        | 3:57     |  |
| 13.       | «Hey Jude»                                        |                        | 7:01     |  |
| 14.       | «The Long and Winding Road»                       |                        | 3:30     |  |
| 15.       | «Lady Madonna»                                    |                        | 2:21     |  |
| 16.       | «I Saw Her Standing There»                        |                        | 3:08     |  |
| 17.       | «Yesterday»                                       |                        | 2:08     |  |
| 18.       | «Sgt. Pepper's Lonely Hearts Club Band»/«The End» |                        | 4:39     |  |

## Posición en listas
| País           | Lista               | Posición |
| -------------- | ------------------- | -------- |
| Estados Unidos | Billboard 200       | 8        |
| Japón          | Oricon Albums Chart | 4        |

## Certificaciones
| Fecha                   | País           | Organismo certificador | Certificación | Ventas certificadas |
| ----------------------- | -------------- | ---------------------- | ------------- | ------------------- |
| 18 de diciembre de 2002 | Canadá         | CRIA                   | Doble platino | 100 000             |
| 10 de enero de 2003     | Estados Unidos | RIAA                   | Doble platino | 1 000               |
| 3 de abril de 2003      | Japón          | RIAJ                   | Oro           | 770 000             |